# 黄金栄
黄 金栄（こう きんえい）は、中華民国の犯罪組織「青幇」の首領。1920年代から1930年代にかけて杜月笙・張嘯林とともに上海暗黒街の三大ボスとして君臨した。字は錦鏞。祖籍は浙江省紹興府余姚県。

## 事跡
農民の子として生まれ、六歳で両親とともに上海に移り寺子屋で教育を受ける。表具店で勤めた後、フランス租界の中国人警察官となる。てなづけたチンピラに偽装事件を起させそれを自らの力で解決させることで手柄を挙げていた。特に有力者のフランス人神父の誘拐事件を解決した（この時は自分のコネクションを使って居所を探し当て救出した）ことで警察長にまで上りつめ、その地位を利用して阿片、賭博、売春の3事業で莫大な財と権力を獲得。しかし、愛人の女優をめぐって軍閥の息子とトラブルを起こしその部下たちに誘拐された。配下の杜月笙に救出され彼と義兄弟の契りを交わし同等の地位になる。
国民党が北伐を開始し1927年に到着するとかつて世話をした蔣介石と再会し同年4月、張嘯林、杜月笙とともに中華共進会を結成、共産党を弾圧した上海クーデターに参加。その功績から高い地位を与えられた。1937年の日本軍の上海占領が起こると杜月笙は蔣介石に従い脱出したが張嘯林はそのまま留まり日本に協力し黄金栄も留まったが中立の立場を維持した。
国共内戦で共産党が勝利し上海まで進軍してくると香港へ脱出することを勧められたが高齢のため断りそのまま居残った。中華人民共和国建国後は質素に生活し1950年に始まった反革命鎮圧運動では執拗な取調べを受け、過去の犯罪、人間関係、隠し財産などを自白させられた。裁判にかけられたが判決はさほど厳しくなく数ヶ月間、かつて所有していた娯楽センター「大世界」の前の通りを掃除させられその様子は新聞で宣伝された。1953年に上海で病死した。

## 関連書籍
- 『上海幻夜 七色の万華鏡篇』 藤木稟（著） 徳間書店
- 『上海の顔役たち』 沈寂（著） 徳間書店